# Kailua (comtat de Hawaii)
Kailua és una concentració de població designada pel cens del Comtat de Hawaii a l'estat de Hawaii dels Estats Units d'Amèrica.

## Demografia
Segons el cens dels Estats Units del 2000, Kailua tenia 9.870 habitants, 3.537 habitatges, i 2.431 famílies La densitat de població era de 107,34 habitants per km².
Dels 3.537 habitatges en un 35,0% hi vivien nens de menys de 18 anys, en un 49,6% hi vivien parelles casades, en un 13,6% dones solteres, i en un 31,3% no eren unitats familiars. En el 22,6% dels habitatges hi vivien persones soles el 7,2% de les quals corresponia a persones de 65 anys o més que vivien soles. El nombre mitjà de persones vivint en cada habitatge era de 2,78 i el nombre mitjà de persones que vivien en cada família era de 3,26.
Per edats la població es repartia de la següent manera: un 27,3% tenia menys de 18 anys, un 9,0% entre 18 i 24, un 28,7% entre 25 i 44, un 25,0% de 45 a 64 i un 10,0% 65 anys o més.
L'edat mediana era de 35,5 anys. Per cada 100 dones hi havia 98,75 homes. Per cada 100 dones de 18 o més anys hi havia 95,85 homes.
La renda mediana per habitatge era de 40.874 $ i la renda mediana per família de 46.657 $. Els homes tenien una renda mediana de 30.353 $ mentre que les dones 26.471 $. La renda per capita de la població era de 20.624 $. Aproximadament el 6,5% de les famílies i el 10,8% de la població estaven per davall del llindar de pobresa.